# Purworejo (huyện)
Purworejo là một huyện (tiếng Indonesia: kabupaten) ở phía nam tỉnh Trung Java tại Indonesia. Huyện lị là Purworejo. Huyện có diện tích 1.034 km², dân số năm 2003 là 709.000 người, mật độ đạt 685,69 người/km².
Purworejo không phải là một khu vực du lịch nổi tiếng mặc dù huyện sở hữu một số điểm đến bao gồm cả dãy các ngọn đồi Menoreh ở phía tây nam với các hang động, các bãi biển ở phía nam (Ketawang, Congot, Jatimalang) và dãy núi ấn tượng ở phía bắc gồm hai núi lửa hoạt động là Sumbing và Sundoro.
Purworejo được phân thành các phó huyện/xã: Bagelen, Banyuurip, Bayan, Bener, Bruno, Butuh, Gebang, Grabag, Kaligesing, Kemiri, Kutoarjo, Loano, Ngombol, Pituruh, Purwodadi, Purworejo.